# Radu Nițu
Radu Nițu (13 de noviembre de 2004) es un deportista rumano que compite en esgrima, especialista en la modalidad de sable.
Ganó una medalla de bronce en el Campeonato Mundial de Esgrima de 2025 y una medalla de plata en el Campeonato Europeo de Esgrima de 2024, ambas en la prueba por equipos.

## Palmarés internacional
| Campeonato Mundial | Campeonato Mundial | Campeonato Mundial | Campeonato Mundial |
| Año                | Lugar              | Medalla            | Prueba             |
| ------------------ | ------------------ | ------------------ | ------------------ |
| 2025               | Tiflis (Georgia)   | Medalla de bronce  | Sable por equipos  |
| Campeonato Europeo |                    |                    |                    |
| Año                | Lugar              | Medalla            | Prueba             |
| 2024               | Basilea (Suiza)    | Medalla de plata   | Sable por equipos  |